# Podewils (Murow)
Podewils, polnisch Kały ist eine Ortschaft in Oberschlesien. Podewils liegt in der Gemeinde Murow im Powiat Opolski in der polnischen Woiwodschaft Oppeln.

## Geographie

### Geographische Lage
Podewils liegt ca. zwölf Kilometer südöstlich vom Gemeindesitz in Murow sowie ca. 25 Kilometer nördlich der Kreisstadt und Woiwodschaftshauptstadt Oppeln. Der Ort liegt mitten in einem großen Waldgebiet, das zum Landschaftsschutzpark Stobrawski gehört.
Südlich von Podewils verläuft die Bahnstrecke Jełowa–Kluczbork mit dem Haltepunkte Kały.

### Nachbarorte
Nördlich von Podewils befinden sich Alt Budkowitz (poln. Stare Budkowice) und Neu Budkowitz (poln. Nowe Budkowice). Im Osten liegt das Dorf Laskowitz (poln. Laskowice), zur Gemeinde Gross Lassowitz gehörend. Südlich ist das Dorf Jellowa (poln. Jełowa) gelegen, das zur Gemeinde Lugnian gehört.

## Geschichte

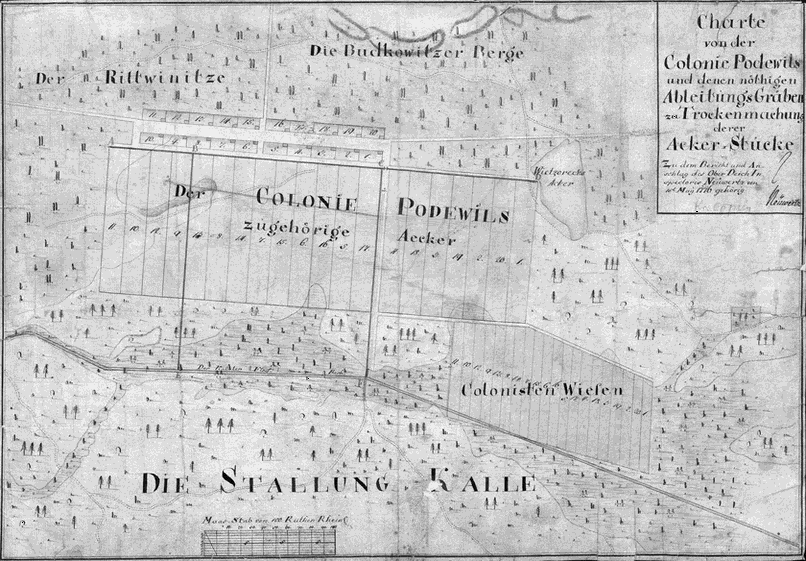
Plan der Kolonie Podewils, 1776

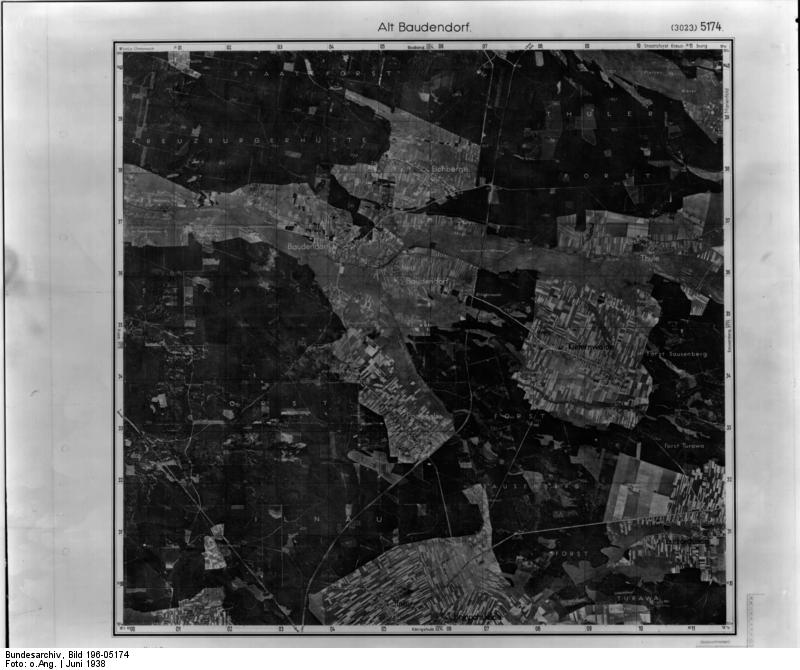
Luftaufnahme der Umgebung des Dorfes, Juni 1938

Das Dorf wurde 1772 als Kolonie mit 20 Stellen im Zuge der Friderizianischen Kolonisation gegründet.
Die Stellen waren jeweils 4,5 Hektar groß und die Siedler wurden vorzugsweise für die Waldarbeit eingesetzt. Die Ansiedlung erfolgte in Form eines symmetrischen zweizeiligen Straßendorfs, wobei die 20 Häuser in vier Gruppen zu je fünf angeordnet waren. Die Teilung ergab sich durch die Dorfstraße und einen Querweg. Der älteste bekannte Ortsplan stammt aus dem Jahr 1776, der in Richtung Südwesten orientiert ist. Die Äcker und Wiesen befanden sich östlich des Dorfes, angebunden durch einen Umgehungsweg.
Die Kolonisten waren „deutschsprachige Ausländer“ und sollen nach ursprünglicher Auffassung aus Österreich-Schlesien, Sachsen und der „Mark“ stammen. Die Herkunft konnte durch ein Einwohnerverzeichnis von 1805 auf Nordböhmen, Ostböhmen und Österreich-Schlesien genauer bestimmt werden, die ursprünglichen Besetzungslisten gingen durch Kriegsfolge verloren. Durch anfangs hohe Fluktuation und ständige Nachbesiedlung sowie den Verlust von Archivalien besteht eine Restunsicherheit.
Die Erbverschreibung wurde am 31. Mai 1773 im Amt Oppeln ausgestellt und enthält die Namen aller 20 Erstkolonisten. Ab 1782 war Podewils dem neugegründeten Rentamt Kupp unterstellt.
Die Namensvergabe erfolgte 1774, zuvor wurde der vorläufige Name „Kolonie in der Stallung Kalle“ verwendet. Als Namensgeber wird der Graf Otto Christoph von Podewils angesehen, der preußische Staat ehrte so verdiente Generäle, Minister sowie Kriegs- und Forsträte. Die allererste Schreibweise war Podewills, so enthalten in der Erbverschreibung und auf dem ersten Gemeindesiegel. Zum Ort gehörte die Holzflößerkolonie Jesowlug mit der späteren Försterei.
Podewils hatte keine eigene Kirche und war katholisch der Kirchgemeinde Alt Budkowitz unterstellt. Die Zuständigkeit für die Protestanten wechselte über die Zeit (Malapane, Kupp und zuletzt Heinrichsfelde).
1783 lebten in Podewils 85 Menschen. 1845 befanden sich im Dorf 31 Häuser, die von insgesamt 307 Menschen bewohnt waren.
Die Bahnstrecke Jellowa–Kreuzburg (poln. Jełowa–Kluczbork) wurde 1899 in Betrieb genommen.
Bei der Volksabstimmung in Oberschlesien am 20. März 1921 stimmten 351 Wahlberechtigte für einen Verbleib bei Deutschland und niemand für Polen. Podewils verblieb beim Deutschen Reich. 1933 lebten im Ort 484 Einwohner. 1939 hatte der Ort 480 Einwohner. Bis 1945 befand sich der Ort im Landkreis Oppeln.
1945 kam der bisher deutsche Ort unter polnische Verwaltung, wurde in Kały umbenannt und der Woiwodschaft Schlesien angeschlossen. 1950 wurde Kały Teil der Woiwodschaft Oppeln und 1999 des wiedergegründeten Powiat Opolski. Im März 2009 erhielt der Ort zusätzlich den amtlichen deutschen Ortsnamen Podewils.

## Rezeption
Im Januar 2022 erschien ein Sachbuch, das die Geschichte von Podewils über 250 Jahre beschreibt, herausgegeben von Joachim Poppe. Es enthält die allgemeine und spezielle Geschichte der Friderizianischen Kolonisation nördlich von Oppeln, die sich auf weitere solcher Gründungen in der Region übertragen lässt. Es wird herausgearbeitet, welche Rolle die Klimageschichte, der Strukturwandel und verschiedene Formen der Migration über die Zeit spielten.